# بوب (امتداد)
بوب (بالإنجليزية: BUP)‏ هو أحد أنواع صيغ الملفات (امتداد ملف) بعض الملفات المخزنة على أقراص فيديو الدي في دي.
يعتبر BUP نسخة احتياطية لملفات اي فو IFO على أقراص الدي في ديو، وهو ملف يحوي معلومات عن ترتيب وتنظيم المسارات، القوائم، الفصول، والترجمات المختلفة على القرص. تستخدم ملفات BUP حين تكون ملفات IFO غير قابلة للقراءة بسبب الخدوش على سطح القرص.
تسخدم أقراص الدي في دي أنواع أخرى غير BUP تؤدي نفس الوظيفة مثل ملفات VOP.